# ألاكانوك
ألاكانوك (بالإنجليزية: Alakanuk, Alaska)‏ هي مدينة تقع في ولاية ألاسكا في الولايات المتحدة. تبلغ مساحة هذه المدينة 106.2 (كم²)، وترتفع عن سطح البحر 1 م، بلغ عدد سكانها نسمة في عام 2010 حسب إحصاء مكتب تعداد الولايات المتحدة.

## التركيبة السكانية
حدّد مكتب تعداد الولايات المتحدة بيانات التركيبة السكانية لألاكانوك في تعداد الولايات المتحدة. في ما يلي، التركيبة السكانية حسب تعدادي 2000 و2010.

### تعداد عام 2000
بلغ عدد سكان ألاكانوك 652 نسمة بحسب تعداد عام 2000، وبلغ عدد الأسر 139 أسرة وعدد العائلات 118 عائلة مقيمة في المدينة. في حين سجلت الكثافة السكانية 6 نسمة لكل كيلومتر مربع (15.5/ميل2). وبلغ عدد الوحدات السكنية 160 وحدة بمتوسط كثافة قدره 1.5 لكل كيلومتر مربع (3.9/ميل2).
وتوزع التركيب العرقي للمدينة بنسبة 1.99% من البيض و95.40% من الأمريكيين الأصليين و0.15% من الأمريكيين ذوي الأصول الآسيوية و2.45% من عرقين مختلطين أو أكثر.
بلغ عدد الأسر 139 أسرة كانت نسبة 73.4% منها لديها أطفال تحت سن الثامنة عشر تعيش معهم، وبلغت نسبة الأزواج القاطنين مع بعضهم البعض 57.6% من أصل المجموع الكلي للأسر، ونسبة 12.9% من الأسر كان لديها معيلات من الإناث دون وجود شريك، بينما كانت نسبة 14.4% من الأسر لديها معيلون من الذكور دون وجود شريكة وكانت نسبة 15.1% من غير العائلات. تألفت نسبة 10.8% من أصل جميع الأسر من عدة أفراد يعيشون في نفس المنزل ونسبة 2.9% كانت تتألف من شخص يعيش بمفرده يبلغ من العمر 65 عاماً أو أكثر. وبلغ متوسط حجم الأسرة المعيشية 4.69، أما متوسط حجم العائلات فبلغ 5.19.
بلغ العمر الوسطي للسكان 20.4 عاماً. وكانت نسبة 44.6% من القاطنين تحت سن الثامنة عشر، وكانت نسبة 12.9% بين الثامنة عشر والرابعة والعشرين عاماً، ونسبة 21.9% كانت واقعةً في الفئة العمرية ما بين الخامسة والعشرين والرابعة والأربعين عاماً، ونسبة 13.7% كانت ما بين الخامسة والأربعين والرابعة والستين، ونسبة 6.9% كانت ضمن فئة الخامسة والستين عاماً فما فوق. يوجد لكل 100 أنثى 111.0 ذكر، ويوجد لكل 100 أنثى في الثامنة عشر من عمرها فما فوق 109.9 ذكر.
بلغ متوسط دخل الأسرة في المدينة 26,346 دولارًا، أما متوسط دخل العائلة فبلغ 26,500 دولارًا. وكان متوسط دخل الذكور 19,792 دولارًا مقابل 32,500 دولارًا للإناث. وسجل دخل الفرد الخاص بالمدينة 6,884 دولارًا. وكانت نسبة 32.5% من العائلات ونسبة 33.8% من السكان تحت خط الفقر، وكان من هؤلاء نسبة 34.8% تحت سن الثامنة عشر ونسبة 25.8% في الخامسة والستين من العمر وما فوق.

### تعداد عام 2010
بلغ عدد سكان ألاكانوك 677 نسمة بحسب تعداد عام 2010، وبلغ عدد الأسر 160 أسرة وعدد العائلات 136 عائلة مقيمة في المدينة. في حين سجلت الكثافة السكانية 6.3 نسمة لكل كيلومتر مربع (16.3/ميل2). وبلغ عدد الوحدات السكنية 186 وحدة بمتوسط كثافة قدره 1.7 لكل كيلومتر مربع (4.4/ميل2).
وتوزع التركيب العرقي للمدينة بنسبة 2.07% من البيض و94.98% من الأمريكيين الأصليين و0.44% من الأمريكيين ذوي الأصول الآسيوية و2.51% من عرقين مختلطين أو أكثر.
بلغ عدد الأسر 160 أسرة كانت نسبة 68.1% منها لديها أطفال تحت سن الثامنة عشر تعيش معهم، وبلغت نسبة الأزواج القاطنين مع بعضهم البعض 41.9% من أصل المجموع الكلي للأسر، ونسبة 23.8% من الأسر كان لديها معيلات من الإناث دون وجود شريك، بينما كانت نسبة 19.4% من الأسر لديها معيلون من الذكور دون وجود شريكة وكانت نسبة 15% من غير العائلات. تألفت نسبة 11.2% من أصل جميع الأسر من عدة أفراد يعيشون في نفس المنزل ونسبة 2.5% كانت تتألف من شخص يعيش بمفرده يبلغ من العمر 65 عاماً أو أكثر. وبلغ متوسط حجم الأسرة المعيشية 4.23، أما متوسط حجم العائلات فبلغ 4.57.
بلغ العمر الوسطي للسكان 21.1 عاماً. وكانت نسبة 44.2% من القاطنين تحت سن الثامنة عشر، وكانت نسبة 11.5% بين الثامنة عشر والرابعة والعشرين عاماً، ونسبة 21.4% كانت واقعةً في الفئة العمرية ما بين الخامسة والعشرين والرابعة والأربعين عاماً، ونسبة 16% كانت ما بين الخامسة والأربعين والرابعة والستين، ونسبة 6.9% كانت ضمن فئة الخامسة والستين عاماً فما فوق. وتوزع التركيب الجنسي للسكان بنسبة 50.7% ذكور و49.3% إناث.

## وصلات خارجية
- Community Information